# Тагани
Тага́ни (рос. Таганы, чув. Такана) — присілок у складі Цівільського району Чувашії, Росія. Входить до складу Поваркасинського сільського поселення.
Населення — 227 осіб (2010; 249 у 2002).
Національний склад:
- чуваші — 98 %